# 비금면
비금면(飛禽面)은 대한민국 전라남도 신안군 남부에 위치한 면(面)으로, 면적은 51.72 km2이다.

## 개요
비금면은 섬 전체가 새가 날아가는 모양을 하였다 하여 비금도라고 불렀으며, 다도해의 일부로 동서가 길고 남북이 짧으며 동쪽에는 성치산이 서쪽에는 선왕산이 솟아있다. 동남해안은 23km의 방조제가 있으며, 1,600헥타아르의 농토와 720헥타이르의 염전이 형성되어 면민의 생명선으로 소득 기반이 되고 있다.

### 연혁
- 조선 시대 : 나주목, 해남군
- 1896년 : 완도군 비금면
- 1897년 : 지도군 비금면
- 1914년 : 무안군 비금면
- 1969년 : 신안군 비금면

## 행정 구역
| 법정리 | 한자명 | 행정리                         | 비고            |
| ------ | ------ | ------------------------------ | --------------- |
| 가산리 | 佳山里 | 가출리, 나배리                 |                 |
| 고서리 | 古西里 | 고막리, 서산리                 |                 |
| 광대리 | 光大里 | 당두리, 광대리                 |                 |
| 구림리 | 舊林里 | 수림리, 구기리, 용호리         |                 |
| 내월리 | 內月里 | 외촌리, 내촌리, 월포리, 내포리 |                 |
| 덕산리 | 德山里 | 한산리, 망동리, 덕대리, 읍동리 | 면사무소 소재지 |
| 도고리 | 道古里 | 도고리                         |                 |
| 수대리 | 水大里 | 대두리, 수도리, 송치리         |                 |
| 수치리 | 水雉里 | 수치리, 가어지리               |                 |
| 신원리 | 新元里 | 자항리, 신촌리, 평림리, 원평리 |                 |
| 용소리 | 龍沼里 | 용소리                         |                 |
| 죽림리 | 竹林里 | 상암리, 임리, 죽치리           |                 |
| 지당리 | 池堂里 | 우산리, 당산리, 지동리, 신유리 |                 |

## 특산물
- 섬초 (시금치)
- 천일염

## 교육[2]
- 비금동초등학교 : 비금면 용소길 181-6
  - 비금동국민학교 노대도분실 : 비금면 가산리 노대도
  - 비금동국민학교 비금남분교 : 비금면 수치리 157
  - 비금동초등학교 상수치분교 : 비금면 수치도길 422
- 비금초등학교 : 비금면 유옥우길 21-4
  - 비금국민학교 우세도분실 : 비금면 신원리 우세도
  - 비금초등학교 대광분교 : 비금면 비금북부길 573-1
  - 비금초등학교 비금서분교 : 비금면 죽림리 832
- 비금중학교 : 비금면 유옥우길 65
- 비금고등학교 : 비금면 유옥우길 65